# Mika Berndtsdotter Ahlén
Mika Berndtsdotter Ahlén, född 16 oktober 1991, är en svensk skådespelare.
Mika Berndtsdotter Ahlén har gått Angeredsgymnasiets teaterlinje, har medverkat i mindre roller på bland annat Backa teater och i SVT-filmen Solisterna (2003).  Hon gjorde den framträdande rollen som "Ullis" i I taket lyser stjärnorna (2009).